# 中日ジューク
中日ジューク株式会社（ちゅうにちジューク、英: Chunichi Jyu-ku Corporation.）は、愛知県名古屋市名東区牧の里一丁目に本社を置く企業である。

## 概要
カラオケボックスの「歌のステージ19」や「オンチッチ」のほか、インターネットカフェの「ネットカフェ19」を愛知県を中心とし東海3県に展開しており、歌のステージ19の一部店舗でカラオケ教室やヴォーカル教室などカルチャークラブも開講している。
また、音響機器の販売やレンタルも行っている。

## 沿革
- 1981年（昭和56年）1月1日 - 創業。
- 1985年（昭和60年）2月7日 - 設立。
- 1989年（平成元年）4月29日 - 名古屋地区に初出店。
- 2006年（平成18年）1月28日 - 中国吉林省延吉市に延吉店をオープン。
- 2010年（平成22年）2月18日 - 楽天市場内にカラオケ&音響機器専門店「ジュークボックス」をオープン。

## 店舗
- 歌のステージ19 
  - 愛知県11店舗・岐阜県3店舗・三重県1店舗・中国1店舗の計16店舗 [1]
- オンチッチ
  - 中村公園店と今池店の計2店舗[2]
- ネットカフェ19 
  - 岐阜県美濃加茂市に1店舗[2]

## 加盟団体
- 全国カラオケ事業者協会
- 日本カラオケスタジオ協会
- 愛知県カラオケボックス協会